# Kenga (rivière)
Pour les articles homonymes, voir Kenga.
La Kenga (en russe : Кенга) est une rivière de Russie qui coule dans l'oblast de Tomsk en Sibérie occidentale. Avec le Tchouzik, elle est l'une des deux branches-source du Parabel, dont elle est le constituant de droite. Elle est donc un sous-affluent de l'Ob.

## Géographie
Son bassin a une superficie de 8 570 km2 (surface de taille plus ou moins équivalente à celle d'un gros département français tel la Côte-d'Or). Son débit moyen à la confluence est de plus ou moins 27 m3/s.
La Kenga naît au sein des marais de Vassiougan, dans la partie centrale de la plaine de Sibérie occidentale, au sud de l'Oblast de Tomsk, non loin de la limite avec l'oblast de Novossibirsk et à plus ou moins 25 kilomètres au nord-est de la source du Tartas, sous-affluent de l'Irtych. La rivière coule dans une région recouverte par la grande forêt sibérienne. Peu après sa naissance, elle adopte la direction sud-sud-ouest/nord-nord-est, orientation qu'elle maintient globalement jusqu'à la fin de son parcours, c'est-à-dire sa confluence avec le Tchouzik. Conjointement avec ce dernier, la Kenga forme dès lors le Parabel dont elle est le constituant de droite. 
La Kenga est habituellement prise par les glaces depuis la fin du mois d'octobre ou le début du mois de novembre, et ce jusqu'à la fin du mois d'avril ou le début du mois de mai. 
Son affluent principal, l'Emeldja (Емельджа) lui donne ses eaux en rive gauche.

## Hydrométrie - Les débits à Tsentralny
Le débit de la Kenga a été observé pendant 40 ans (1954-1994) à Tsentralny, station hydrométrique située à une altitude de 79 mètres, et à quelque 127 kilomètres de son confluent avec le Tchouzik. 
À Tsentralny, le débit inter annuel moyen ou module observé sur cette période était de 24 m3/s pour une surface prise en compte de 7 440 km2, soit un peu plus de 86,5 % de la totalité du bassin versant de la rivière. La lame d'eau écoulée dans cette partie - de loin la plus importante - du bassin atteint le chiffre de 103 millimètres par an, ce qui doit être considéré comme assez modeste, et résulte de la relative modération des précipitations observées dans la majeure partie de son bassin.
Rivière alimentée en grande partie par la fonte des neiges, mais aussi par les pluies de l'été et de l'automne, la Kenga est un cours d'eau de régime nivo-pluvial. 
Les hautes eaux se déroulent au printemps, en mai et en juin, ce qui correspond au dégel et à la fonte des neiges du bassin. Au mois de juin puis de juillet, le débit baisse fortement, mais se stabilise par après à un niveau satisfaisant, en diminuant légèrement, tout au long du reste de l'été et de l'automne. Dès le mois de novembre, le débit de la rivière baisse à nouveau, ce qui mène à la période des basses eaux. Celle-ci a lieu de décembre à avril inclus et correspond aux gels de l'hiver qui envahissent toute la région. 
Le débit moyen mensuel observé en février (minimum d'étiage) est de 6,99 m3/s, soit plus ou moins 7 % du débit moyen du mois de mai, maximum de l'année (99,6 m3/s), ce qui souligne l'amplitude modérée des variations saisonnières, du moins dans le cadre de la Sibérie où l'on observe généralement des écarts bien plus élevés. Sur la durée d'observation de 40 ans, le débit mensuel minimal a été de 5,07 m3/s en février 1969, tandis que le débit mensuel maximal s'élevait à 230 m3/s en mai 1985.
En ne considérant que la période estivale, la seule vraiment importante car libre de glaces (de mai à septembre inclus), le débit mensuel minimal observé a été de 7,49 m3/s en juillet 1982.